# CKSH-DT
CKSH-DT (qui s'identifie en ondes sous le nom de ICI Estrie) est une station de télévision québécoise de langue française située à Sherbrooke détenue par la Société Radio-Canada et fait partie du réseau de ICI Radio-Canada Télé. Elle diffuse du sommet du Mont Orford.

## Histoire
Jusqu'au lancement de CKSH-TV le 1er septembre 1974 (inaugurée le 5 septembre), la programmation de Radio-Canada était assurée en Estrie depuis 1954 par CHLT, qui s'est affilié avec Télé-Métropole depuis cette date. CKSH appartenait à Télévision St-François Inc. et était un semi-satellite de CKTM Trois-Rivières.
En septembre 1986, CKSH a une station-sœur : CFKS affilié au réseau TQS. En 1992, Télévision St-François Inc. devient Cogeco Radio-Télévision Inc. (Cogeco Inc.). À la suite de l'achat en 1997 du réseau TQS par Consortium Quebecor dont Cogeco fait partie, CKSH tombe dans les mains de TQS Inc. Le 26 juin 2008, le CRTC approuve l'achat par Radio-Canada des effectifs de CKSH-TV Sherbrooke, CKTM-TV Trois-Rivières et CKTV-TV Saguenay.

## Programmation
La chaîne diffuse la programmation produite par les équipes de la station régionale Radio-Canada Estrie :
- Le Téléjournal-Estrie, seul bulletin d'information régionale diffusé 7 jours sur 7 à 18 h.
- Émissions spéciales ou estivales selon les saisons et les thèmes d'actualité en Estrie (Les Cantons d'Anik et Mireille durant les étés 2010 et 2011, Forum public Mourir dans la dignité en 2010, Forum public sur l'intimidation en octobre 2011, Plein la vue en novembre 2011, Au-delà du panier en décembre 2011…)

En complément de la programmation locale, la chaîne diffuse la programmation réseau de la Télévision de Radio-Canada.

## Télévision numérique terrestre et haute définition
Un signal haute définition de CKSH a été offert aux abonnés de Vidéotron le 10 juin 2011.
Lors de l'arrêt de la télévision analogique et la conversion au numérique qui a eu lieu le 1er septembre 2011, CKSH a mis fin à la diffusion en mode analogique au canal 9 à minuit et a commencé à diffuser en mode numérique sur le même canal quelques minutes plus tard dans le format 720p.
Dans le cadre d'un programme gouvernemental visant à ré-allouer les fréquences 600 MHz aux services cellulaires impliquant des changements de fréquences, l'émetteur de la station a changé du canal 9 au canal 13 à la fin juin 2020.